# Championnat Luxembourgeois 1911-1912
La Klasse A 1911-1912 è stata la 3ª edizione del massimo campionato lussemburghese di calcio. La stagione è iniziata nel 1911 ed è terminata in aprile 1912. L'Hollerick ha vinto il titolo a tavolino.

## Formula
2 punti alla vittoria, un punto al pareggio, nessun punto alla sconfitta.
Le 4 squadre partecipanti si affrontano in un girone di andata e ritorno, per un totale di 6 giornate.

## Classifica finale
|                        | Pos. | Squadra               | Pt      | G | V | N | P | GF | GS | DR  |
| ---------------------- | ---- | --------------------- | ------- | - | - | - | - | -- | -- | --- |
| Lussemburgo (bandiera) | 1.   | Hollerich Bonnevoie   | 8       | 6 | 3 | 2 | 1 | 21 | 10 | +11 |
|                        | 2.   | Sporting Luxembourg   | 8       | 6 | 3 | 2 | 1 | 24 | 9  | +15 |
|                        | 3.   | Racing Club Luxemburg | 7       | 6 | 3 | 1 | 2 | 23 | 11 | +12 |
|                        | 4.   | Daring Club Eich      | 1       | 6 | 0 | 1 | 5 | 5  | 43 | -38 |
|                        | 5.   | SC Differdange        | escluso | - | - | - | - | -  | -  | -   |

- Spareggio per il 1º posto: Hollerich Bonnevoie-Sporting Club Luxemburg non si è svolto per rinuncia dello Sporting.
- SC Differdange escluso per irregolaritá.

Legenda: 

      Campione del Lussemburgo 1911-1912

L’anno successivo non si iscrisse nessuno e quindi si saltò un anno.